# Thomasia microphylla
Thomasia microphylla är en malvaväxtart som beskrevs av Paust. Thomasia microphylla ingår i släktet Thomasia och familjen malvaväxter. Inga underarter finns listade i Catalogue of Life.